# 函館大学
函館大学（はこだてだいがく、英語: Hakodate University）は、北海道函館市にある日本の私立大学。1938年創立、1965年大学設置。大学の略称は函大（かんだい）。

## 概要
地元での略称は「カンダイ」。少人数の学生を専任教員が4年間指導することで、高度な職業能力を身につけさせる「専攻塾」制度が特色。これは2001年後より大学カリキュラムを大幅に変更して導入された。教官が三人体制で入学から就職まで学生生活全般をサポートするシステムで当時の学長の河村博旨が導入した。入学時の受講科目選択や生活の悩み、卒業論文や就職指導までの4年間の学生生活を支援した。また新カリキュラムに合わせて塾の演習棟などを新築、改築した。また、国際教育にも力を入れており、商学部のみの単科大学でありながら英語の教員免許を取得できる課程が設けられている。課外活動では、硬式野球部・ハンドボール部・バスケットボール部・ボウリング部が強豪として知られる。特に男子ハンドボール部は1986年-2015年の30年間にかけて男子北海道学生リーグにおいて289戦287勝2分の無敗記録を作った道内のハンドボール界の一大潮流であった。
河村博旨が学長を務めていた時代は、客員講師として桂文枝 (6代目)や梨元勝を招き、実地に則したユニークな講義が行われた。他にも元札幌高検検事長や元日銀函館支店長、東京海上火災保険函館駅前支店長、三井生命保険参与、元東洋信託銀行副社長、みちのく銀行取締役秘書室長、青森地域社会研究所常務理事などといった識者を招いている。このため関東地方を中心とする道外出身の学生が9割を占めていたが、小笠原愈学長時代に地域密着型の経営方針を打ち出し、客員教授を減らすなど、一転した教育活動を行った。学生の獲得においても函館や渡島近辺に限定するなど、狭義的な大学経営を取った結果、学生数を大幅に減少させてしまった。
1968年に発生した十勝沖地震では、鉄筋コンクリート5階建て校舎本館が全壊する被害が生じた。
2010年度より、従来の2学科を1学科3コース制に再編、定員削減。

## 沿革
- 1938年9月19日 - 函館計理学校（各種学校・一年制）設置認可
- 1940年1月12日 - 函館高等計理学校（乙種二年制実業学校）へ改組
- 1941年10月 - 財団法人道南学院設立。函館高等計理学校は甲種三年制実業学校に昇格
- 1946年3月30日 - 財団法人函館計理商業学校と改称、函館計理商業学校に転換
- 1948年6月8日 - 財団法人道南学院を財団法人野又学園と改称
- 1951年1月17日 - 財団法人野又学園を学校法人野又学園と組織変更認可
- 1965年
  - 1月25日 - 函館大学（商学部商学科）設置認可
  - 4月1日 - 開学。商学部商学科開設
- 1966年3月5日 - 教職課程（中学校「職業」、高等学校「商業」）認定
- 1970年5月11日 - 函館大学経営研究所開設
- 2000年
  - 3月21日 - 教職課程（中学校「職業」）廃止
  - 12月21日 - 教職課程（高等学校「情報」）認定
- 2001年4月1日 - 5専攻塾・6コース制開始
- 2003年3月5日 - 教職課程（中学校「英語」、高等学校「英語」）認定
- 2004年11月17日 - 商学部に英語国際ビジネス学科設置認可
- 2005年4月1日 - 商学部に英語国際ビジネス学科設置。商学部商学科の専攻塾に企業家養成専攻塾と福祉ビジネス専攻塾の開設
- 2008年12月24日 - 教職課程（中学校「社会」、高等学校「公民」）認定
- 2010年4月1日 - 従来の2学科を商学科1学科3コースに再編、入学定員を削減
- 2013年4月1日 - 函館大学ベイエリア・サテライト開設

## 教育
- 専攻塾 - 平成16年～平成19年に文部科学省高度高等教育研究促進助成を受けている。

## 学部・学科
2010年度以降
- 商学部
  - 商学科
    - 企業経営コース
    - 市場創造コース
    - 英語国際コース

2009年度以前
- 商学部
  - 商学科
    - 専攻塾
    - 会計専攻塾
    - IT専攻塾
    - ビジネス・アスリート専攻塾
    - 企業家養成専攻塾
    - 福祉ビジネス専攻塾

  - 英語国際ビジネス学科
    - 英語コース
    - 国際ビジネスコース

## 大学関係者と出身者

### 歴代学長
- 野又貞夫 - 初代学長(1965-1976)
- 村田喜一 - 2代学長(1976-1980)
- 佐藤裕 - 3代学長(1980-1983)
- 和泉雄三 - 4代学長(1983-1987)
- 大野和雄 - 5代学長(1987-1989)
- 河村博旨 - 6代学長(1989-2003)
- 小笠原愈 - 7代学長(2003-2007)
- 溝田春夫 - 8代学長(2007-2015)
- 野又淳司 - 現在学長(2015-)

### 教員
- 石原和昌 - 客員教授
- 六代桂文枝 - 客員教授
- 梨元勝 - 客員教授
- 保阪正康 - 客員教授
- 山内鉄也 - 客員教授
- 土橋信男 - 特任教授、桜美林大学大学院招聘教授、札幌市教育長

### 職員
- 中山俊之 - 硬式野球部監督、元読売ジャイアンツプロ野球選手

### 出身者
- 坂田遼 - 元埼玉西武ライオンズプロ野球選手
- 竹下瑛広 - 東北楽天ゴールデンイーグルスプロ野球選手
- 大高歩 - 元独立リーグ野球選手　※中退
- 福岡美輝 - 元独立リーグ野球選手
- 佐藤まさみ - プロボウラー
- 山縣優 - プロレスラー
- 坪谷隆寛 - 俳優
- ワタナベヒロシ - 歌手
- 高橋幸慈 - 漫画家
- 菊地均 - 北海商科大学名誉教授
- 盛田昌彦 - 鹿部町長　※中退

## 対外関係
放送大学学園と単位互換協定を結んでおり、放送大学で取得した単位を卒業に要する単位として認定することができる。

## 系列校
- 社会福祉法人貞信福祉会
- 函館短期大学
- 函館大学付属有斗高等学校
- 函館大学付属柏稜高等学校
- 函館短期大学付属幼稚園
- 函館歯科衛生士専門学校
- 函館看護専門学校
- 函館自動車学校
- 函館美原児童館
- 函館昭和児童館
- 函館神山児童館